# Hassen Ben Nasser
Hassen Ben Nasser o Nasr (16 de desembre de 1986) és un ciclista tunisià. En el seu palmarès destaca la victòria a l'UCI Àfrica Tour de 2007.

## Palmarès
- 2006
  - 1r al Tour de la Pharmacie Centrale
  - 1r al Tour dels Aeroports i vencedor de 2 etapes
  - Vencedor d'una etapa del Tour de la Manche
- 2007
  - 1r a l'UCI Àfrica Tour
  - 1r al Tour de la Pharmacie Centrale i vencedor de 2 etapes
  - Vencedor de 2 etapes al Tour dels Aeroports
- 2008
  -  Campió de Tunísia en ruta
  - Vencedor de 2 etapes al Tour de la Pharmacie Centrale
- 2012
  -  Campió de Tunísia en ruta
  -  Campió de Tunísia en contrarellotge
- 2014
  -  Campió de Tunísia en contrarellotge